# Ziegelhütte (Dombühl)
Ziegelhütte ist ein Wohnplatz, der zu Kloster Sulz zählt, das ein Gemeindeteil des Marktes Dombühl im Landkreis Ansbach (Mittelfranken, Bayern) ist.

## Geografie
Ziegelhütte besteht aus vier Wohn- und vier Nebengebäuden. Es bildet mit dem Neubaugebiet von Kloster Sulz eine geschlossene Siedlung. Im Osten erhebt sich der Klosterberg (531 m ü. NHN), der Teil der Sulzachrandhöhen der Frankenhöhe ist. Im Westen grenzt das Ziegelfeld an. Eine Gemeindeverbindungsstraße führt zum Kernort Kloster Sulz, zur Kreisstraße AN 4 (0,6 km südlich) bzw. nach Ziegelhaus (0,6 km nördlich).

## Geschichte
Der Ort wurde auf dem Gemeindegebiet von Kloster Sulz gegründet. Die drei Anwesen erhielten die Hausnummern 21 bis 23 des Ortes Kloster Sulz. Zu den Anwesen gehörten lediglich 0,75 ha Acker- und Weideland. Im Zuge der Gebietsreform in Bayern wurde Ziegelhütte am 1. April 1971 nach Dombühl eingemeindet.

## Einwohnerentwicklung
| Jahr      | 001836 | 001840 | 001861 | 001871 | 001885 |
| Einwohner | 5      | 11     | –      | 8      | 17     |
| Häuser    | 1      | 1      |        |        | 3      |
| Quelle    | [ 4 ]  | [ 5 ]  | [ 6 ]  | [ 7 ]  | [ 8 ]  |

## Weblink
- Ziegelhütte in der Ortsdatenbank des bavarikon, abgerufen am 19. August 2021.